# Goptarowka
Goptarowka (ros. Гоптаровка) – wieś (ros. село, trb. sieło) w zachodniej Rosji, w sielsowiecie kondratowskim rejonu biełowskiego w obwodzie kurskim.

## Geografia
Miejscowość położona jest w pobliżu rzeki Udawa, 9,5 km od centrum administracyjnego sielsowietu kondratowskiego Ozierki, 23 km od centrum administracyjnego rejonu Biełaja, 88,5 km od Kurska.
W granicach miejscowości znajdują się ulice: Chołodnaja Gora, Sieło, Mołodiożnaja, Jar, Mostowaja, Zawgorodje.

## Demografia
W 2010 r. miejscowość zamieszkiwały 84 osoby.

## Zabytki
- Cerkiew Narodzenia Najświętszej Bogurodzicy (1853)[2]